# Kanon dziesięciu mówców

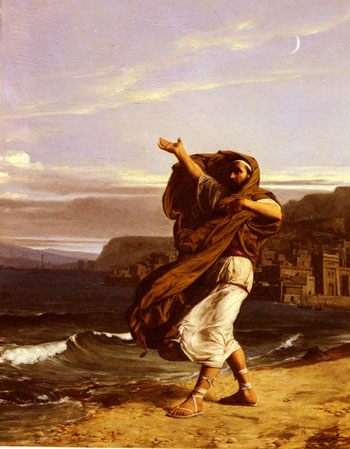
Jeden z mówców - Demostenes

Kanon dziesięciu mówców – to lista najwybitniejszych mówców attyckich, zestawiona przez Cecyliusza z Kaleakte (60-5 p.n.e.), retora, teoretyka attycyzmu. Są to: Antyfon, Andokides, Lizjasz, Izajos, Ajschines, Hyperejdes, Izokrates, Likurg z Aten, Demostenes, Dejnarchos.